# Мирошниченко, Пётр Антонович
Пётр Антонович Мирошниченко — советский хозяйственный, государственный и политический деятель. Дядя актрисы И.П. Мирошниченко.

## Биография
Родился в 1902 году в городе Борисове. Член ВКП(б).
С 1920 года — на хозяйственной, общественной и политической работе. В 1920—1959 гг. — на руководящей комсомольской и профсоюзной работе в Старооскольском уезде, заместитель председателя профсоюза строительных рабочих ЦЧО, директор Воронежского городского строительного треста, секретарь Воронежского городского комитета ВКП(б) по промышленному строительству и строительным материалам, председатель Воронежского городского исполнительного комитета, заместитель председателя Воронежского областного исполнительного комитета, управляющий трестом «2-й Центрохлебострой», заведующий отделом коммунального хозяйства Воронежского областного исполнительного комитета.
Избирался депутатом Верховного Совета СССР 2-го созыва.
Умер в 1959 году в Воронеже.